# 九條輔實
九條輔實（1669年7月13日—1730年1月30日），是江戶時代中期的公卿；中御門天皇的攝政與關白，也是藤原北家攝關家的九條家當主。

## 生涯
九條輔實在寬文九年（1669年）出生，是父親九條兼晴及正室待姬的長子。延寶四年（1676年）敘從三位，位列公卿。
元祿六年（1694年）任內大臣，後曾轉任右大臣、左大臣。正德五年（1715年）敘從一位，至正德二年（1712年）接替近衞家熈成為攝政，後改任關白。
除此以外，九條輔實也善於繪畫，在京都上善寺的《辯天十五童子》就是他的作品，到享保十四年（1730年）他逝世，享年61歲。